# 阿拉澤章克申 (加利福尼亞州)
阿拉澤（英語：Araz）是位於美國加利福尼亞州因皮里爾縣的一個非建制地區。該地的面積和人口皆未知。

## 地理
阿拉澤的座標為32°44′50″N 114°42′52″W / 32.74722°N 114.71444°W，而該地的平均海拔高度為62米（即203英尺）。